# 李元直 (清朝)
李元直（1686年—1758年），本名元眞，字象山，號愚村，後因避名諱，改名為元直，山東高密人，清朝官員。

## 生平
康熙五十二年（1713年），李元真考中癸巳科進士。選翰林院庶吉士。散館授編修。李元真在翰苑之時，與孫嘉淦、谢济世、陈法交，以古义相互勉勵，又“四君子”之稱。雍正帝胤禛即位，為避名諱，改名李元直。
雍正七年（1729年），李元真考選四川道監察御史。屢次上書，敢於直言，雍正帝雖不快，但嘉其直言，將廣東進貢荔枝賜之。
雍正八年（1730年），奉命巡視臺灣，疏請增加養廉銀以杜絕饋贈。不久因直言得罪巡撫，被以“干預行政”之名彈劾降級。次年（1730年），李元直告老還鄉，不再從仕，家居二十餘年而卒。後來，御史李慎修亦有直聲，與李元直並稱“山東二李”。京師称元直為“戆李”，慎修為“短李”。《清史稿》有傳。